# Либеральная партия Украины
Либеральная па́ртия Украи́ны (ЛПУ) — современная украинская политическая партия. Основана 12 сентября 1991 года в Донецке. Официальная дата регистрации 10.10.1991, свидетельство Министерства юстиции Украины № 132.
Основные либеральные принципы основаны на либеральных традициях мира: приоритет прав человека, политические и экономические свободы, самоуправления и национальная идея. Сейчас Либеральная партия Украины насчитывает 32 тыс. членов, 423 городских и районных центров во всех областях Украины, АР Крым, городах Киеве и Севастополе.
Цель партии — популяризация и распространение идей и принципов либерализма на Украине, проведение либерально-демократических реформ в стране. Традиционные ценности украинского либерализма: труд, правда и воля.
Либеральная партия Украины — первая либеральная партия из постсоветских стран признана Либеральным Интернационалом. ЛПУ официально принята в ряды ЛИ в статусе члена-наблюдателя 23 ноября 1997 на 48-м Конгрессе Либерального Интернационала, который проходил в Оксфорде (Великобритания).

## История
Основана на Учредительном съезде 12 сентября 1991 года. Первым председателем ЛПУ был избран И. Р. Маркулов.
Летом 1993 года Либеральная партия стала всеукраинской. На I съезде в Киеве была принята Программа, основанная на ценностях социального либерализма.
В январе 1995 г. состоялся II съезд ЛПУ, который избрал Председателем О. И. Соскина. В Верховной раде в настоящее время сформировалась либеральная фракция «Социально-рыночный выбор». ЛПУ заняла четкую центристскую позицию.
На III съезд ЛПУ (январь-апрель 1996 г.) была утверждена новая редакция Программы партии и её новый Устав. Съезд избрал Председателем Либеральной партии Украины В. П. Щербаня.
В 1997 году ЛПУ впервые активно выходит на международную арену, становится полноправным участником международного либерального движения и на съезде в Оксфорде присоединяется к Либеральному Интернационалу.
В 1998 году ЛПУ принимает участие в выборах в Верховную Раду в блоке «Партия Труда и Либеральная партия — вместе». Блок не преодолел 4%-барьер и в ВР не попал.
В 1999 году Либеральная партия Украины поддержала кандидата на пост Президента Украины — Леонида Кучму.
В 2002 году принимала участие в парламентских и местных выборах в составе избирательного блока Виктора Ющенко «Наша Украина». В результате выборов в состав ВР вошло двое депутатов от ЛПУ. Двое либералов возглавили областные советы и один стал городским головой, 600 членов ЛПУ стали депутатами областных, районных в городах, сельских и поселковых советов.
4 июня 2005 Политсовет ЛПУ принял отставку В. П. Щербаня с должности председателя Либеральной партии Украины. 25 июня 2005 был избран новый Председатель — П. С. Цыганко. Также был избран новый состав Политического Совета и Президиума партии.
В 2006 году Либеральная партия Украины самостоятельно участвовала в парламентских выборах и не смогла преодолеть проходной барьер.
ЛПУ отказалась принимать участие во внеочередных парламентских выборах 2007 года на основании обоснованного неверия в честность и прозрачность их проведения.
В 2010 году Либеральная партия выдвинула своего кандидата в Президенты Украины, первого председателя ЛПУ, И. Маркулова, который по техническим причинам не был зарегистрирован ЦИК.
В 2012 году ЛПУ участвовала в выборах народных депутатов Украины.
12 июня 2014 года состоялся XVII съезд ЛПУ, на котором новым председателем партии избран Михаил Опанащенко, народный депутат Украины VII созыва.
Пётр Степанович Цыганко избран Почётным председателем ЛПУ.
Осенью 2015 года Михаил Опанащенко, решив принять участие в предвыборной гонке на мерское кресло в Херсоне, и, надеясь на поддержку со стороны других партий, приостанавливает участие в ЛПУ в качестве главы партии.
Решением Политсовета ЛПУ, Михаил Опанащенко отстранён с должностии Председателя партии ЛПУ, а партийцы вновь доверили этот пост Петру Степановичу Цыганко.
7 февраля 2021 года Петр Цыганко скончался. По состоянию на март 2021 года партию возглавляет Парада Виктория Юрьевна.

## Съезды партии
- Учредительный съезд — 12 сентября 1991 года — г. Донецк
- I Съезд ЛПУ — 3 июня 1993 года — г. Киев
- II съезд ЛПУ — 28 января 1995 года — г. Киев
- III съезд ЛПУ — 1 этап — 26 января 1996 года — г. Киев
- III съезд ЛПУ — 2 этап — 28 апреля 1996 года — г. Киев
- IV Съезд ЛПУ — 25 октября 1997 — г. Киев
- V Съезд ЛПУ — 19 декабря 1998 года — г. Киев
- VI Съезд ЛПУ (внеочередной) — 15 мая 1999 года — г. Киев
- VII Съезд ЛПУ — 7 декабрь 2001 года — г. Киев
- VIII Съезд ЛПУ — 19 марта 2004 года — г. Киев
- IX Съезд ЛПУ — 4 июля 2004 года — г. Киев
- X чрезвычайный (внеочередной) Съезд ЛПУ — 25 июня 2005 года — г. Киев
- XI Съезд ЛПУ — 5 ноября 2005 года — г. Киев
- XII Съезд ЛПУ — I этап — 17 декабря 2005 года — г. Киев
- XII Съезд ЛПУ — II этап — 22 декабря 2005 года — г. Киев
- XIII Съезд ЛПУ — 4 августа 2007 года — г. Киев
- XIV Съезд ЛПУ — 1 ноября 2009 года — г. Киев
- XV Съезд ЛПУ — 01 августа 2012 года — г. Киев
- XVІ Съезд ЛПУ — 18 октября 2013 года — г. Киев
- XVІІ Съезд ЛПУ — 12 июня 2014 года — г. Киев